# Winter-Paralympics 2018/Para-Eishockey
Bei den Winter-Paralympics 2018 wurden zwischen dem 10. und 18. März 2018 im Gangneung Hockey Centre in Pyeongchang ein Para-Eishockey-Mixed-Team-Bewerb (bis 2016 Sledge-Eishockey) mit acht Mannschaften ausgetragen.

## Qualifikation
| Turnier                              | Datum            | Austragungsort      | Anzahl | Teilnehmer                     |
| ------------------------------------ | ---------------- | ------------------- | ------ | ------------------------------ |
| Gastgeber                            |                  |                     | 1      | Südkorea                       |
| Weltmeisterschaft 2017               | 20. April 2017   | Gangneung, Südkorea | 4      | Kanada Tschechien Norwegen USA |
| Paralympisches Qualifikationsturnier | 14. Oktober 2017 | Östersund, Schweden | 3      | Italien Japan Schweden         |

## Gruppenphase

### Gruppe A
| 10. März 2018 12:00 Uhr | Norwegen M. Værnes (26:32) A. Bakke (42:25) | 2:3 n. P. (0:0, 1:1, 1:1, 0:0, 0:1) Spielbericht | Italien S. Kalegaris (16:02) G. Rosa (33:19) N. Larch (PS) | Gangneung Hockey Centre, Gangneung Zuschauer: 5.543 |

| 10. März 2018 19:00 Uhr | Kanada T. McGregor (1:52) B. Sholomicki (2:22) T. McGregor (5:22) B. Sholomicki (5:39) T. McGregor (9:20) A. Dixon (11:13) D. Cozzolino (11:31) B. Delaney (17:43) C. Smith (18:06) L. Hickey (24:37) L. Hickey (25:37) R. Armstrong (26:38) B. Bridges (31:55) R. Armstrong (33:05) B. Sholomicki (34:53) T. McGregor (36:48) G. Westlake (44:42) | 17:0 (7:0, 5:0, 5:0) Spielbericht | Schweden | Gangneung Hockey Centre, Gangneung Zuschauer: 5.445 |

| 11. März 2018 19:00 Uhr | Kanada T. McGregor (3:59) A. Dixon (9:21) B. Delaney (11:36) L. Hickey (17:03) L. Hickey (19:11) B. Delaney (20:20) B. Delaney (25:34) D. Cozzolino (33:06) J. Dunn (36:27) J. Dunn (41:23) | 10:0 (3:0, 4:0, 3:0) Spielbericht | Italien | Gangneung Hockey Centre, Gangneung Zuschauer: 4.795 |

| 12. März 2018 15:30 Uhr | Kanada Bridges (2:33) R. Armstrong (8:47) L. Hickey (26:50) B. Bowden (27:54) R. Armstrong (28:49) B. Bridges (33:59) G. Westlake (37:21) T. McGregor (41:51) | 8:0 (2:0, 3:0, 3:0) Spielbericht | Norwegen | Gangneung Hockey Centre, Gangneung Zuschauer: 5.886 |

| 12. März 2018 19:00 Uhr | Italien S. Kalegaris (13:16) G. Rosa (39:36) | 2:0 (1:0, 0:0, 1:0) Spielbericht | Schweden | Gangneung Hockey Centre, Gangneung Zuschauer: 4.322 |

| 13. März 2018 15:30 Uhr | Norwegen K. A. Nordstoga (13:07) M. Bogle (25:00) M. Bogle (43:45) | 3:1 (1:0, 1:0, 1:1) Spielbericht | Schweden M. Bogle (31:25) | Gangneung Hockey Centre, Gangneung Zuschauer: 6059 |

| Pl. |          | Sp | S | OTS | OTN | N | Tore  | Punkte |
| 1.  | Kanada   | 3  | 3 | 0   | 0   | 0 | 35:0  | 9      |
| 2.  | Italien  | 3  | 1 | 1   | 0   | 1 | 5:12  | 5      |
| 3.  | Norwegen | 3  | 1 | 0   | 1   | 1 | 5:120 | 4      |
| 4.  | Schweden | 3  | 0 | 0   | 0   | 3 | 1:22  | 0      |

Abkürzungen: Pl. = Platz, Sp = Spiele, S = Siege, OTS = Siege nach Verlängerung (Overtime), OTN = Niederlagen nach Verlängerung, N = Niederlagen

Erläuterungen: Halbfinale Platzierungsrunde

### Gruppe B
| 10. März 2018 15:30 Uhr | Südkorea Jang D. (21:08) Jung S. (30:51) Cho Y. (35:56) Lee H. (40:31) | 4:1 (0:0, 1:0, 3:1) Spielbericht | Japan Takahashi (42:53) | Gangneung Hockey Centre Zuschauer: 6.022 |

| 11. März 2018 12:00 Uhr | Vereinigte Staaten K. McKee (1:01) B. Roybal (4:34) N. Grove (12:26) N. Landeros (20:25) D. Farmer (20:55) L. McDermott (23:20) R. Roman (23:54) B. Roybal (24:02) B. Roybal (24:49) J. Wallace (38:25) | 10:0 (3:0, 6:0, 1:0) Spielbericht | Japan | Gangneung Hockey Centre Zuschauer: 5.435 |

| 11. März 2018 15:30 Uhr | Südkorea Lee Ju. (18:28) Jung S. (42:53) Jung S. (45:13) | 3:2 n. V. (0:0, 1:0, 1:2, 1:0) Spielbericht | Tschechien M. Geier (38:55) M. Geier (44:21) | Gangneung Hockey Centre Zuschauer: 5.187 |

| 12. März 2018 12:00 Uhr | Vereinigte Staaten B. Roybal (1:04) D. Farmer (8:17) D. Farmer (12:05) D. Farmer (18:39) J. Wallace (21:45) B. Roybal (24:46) T. Dodson (27:21) D. Farmer (28:22) B. Roybal (28:47) T. Dodson (29:42) | 10:0 (3:0, 7:0, 0:0) Spielbericht | Tschechien | Gangneung Hockey Centre Zuschauer: 5.709 |

| 13. März 2018 12:00 Uhr | Vereinigte Staaten B. Roybal (4:51) D. Farmer (6:40) J. Misiewicz (8:09) J. Misiewicz (9:57) D. Farmer (12:27) D. Farmer (13:37) T. Dodson (33:36) B. Roybal (40:07) | 8:0 (6:0, 0:0, 2:0) Spielbericht | Südkorea | Gangneung Hockey Centre Zuschauer: 6.588 |

| 13. März 2018 19:00 Uhr | Tschechien P. Kubeš (27:26) Z. Šafránek (33:11) P. Kubeš (44:42) | 3:0 (0:0, 1:0, 2:0) Spielbericht | Japan | Gangneung Hockey Centre Zuschauer: 4.569 |

| Pl. |            | Sp | S | OTS | OTN | N | Tore | Punkte |
| 1.  | USA        | 3  | 3 | 0   | 0   | 0 | 28:0 | 9      |
| 2.  | Südkorea   | 3  | 1 | 1   | 0   | 1 | 7:11 | 5      |
| 3.  | Tschechien | 3  | 1 | 0   | 1   | 1 | 5:13 | 4      |
| 4.  | Japan      | 3  | 0 | 0   | 0   | 3 | 1:17 | 0      |

Abkürzungen: Pl. = Platz, Sp = Spiele, S = Siege, OTS = Siege nach Verlängerung (Overtime), OTN = Niederlagen nach Verlängerung, N = Niederlagen

Erläuterungen: Halbfinale Platzierungsrunde

## Platzierungsrunde

### Halbfinale
| 14. März 2018 16:00 Uhr | Tschechien Z. Krupička (8:59) Z. Hábl (34:47) P. Doležal (43:25) M. Geier (PS) | 4:3 n. P. (1:2, 0:1, 2:0, 0:0, 1:0) Spielbericht | Schweden N. Ingvarsson (6:14) P. Kasperi (7:10) N. Ingvarsson (16:12) | Gangneung Hockey Centre Zuschauer: 6.032 |

| 14. März 2018 20:00 Uhr | Norwegen A. Bakke (2:25) R. E. Pedersen (9:37) M. Bøgle (18:34) R. E. Pedersen (18:55) A. Bakke (20:02) R. E. Pedersen (35:28) | 6:1 (2:0, 3:1, 1:0) Spielbericht | Japan K. Takahashi (18:20) | Gangneung Hockey Centre Zuschauer: 3.919 |

### Spiel um Platz 7
| 16. März 2018 16:00 Uhr | Japan K. Takahashi (16:25) | 1:5 (0:1, 1:2, 0:2) Spielbericht | Schweden M. Gyllsten (0:52) N. Ingvarsson (19:19) P. Kasperi (27:33) M. Holm (37:24) N. Ingvarsson (44:17) | Gangneung Hockey Centre Zuschauer: 5.979 |

### Spiel um Platz 5
| 16. März 2018 20:00 Uhr | Norwegen R. E. Pedersen (0:44) A. Bakke (3:39) R. E. Pedersen (23:44) A. Bakke (40:05) A. Bakke (42:03) | 5:2 (2:1, 1:0, 2:1) Spielbericht | Tschechien Z. Krupička (14:18) P. Kubeš (35:29) | Gangneung Hockey Centre Zuschauer: 4.805 |

## Finalrunde

### Halbfinale
| 15. März 2018 12:00 Uhr | Kanada L. Hickey (4:17) D. Cozzolino (6:00) G. Westlake (13:25) B. Bridges (14:19) B. Bridges (18:42) T. McGregor (35:48) T. McGregor (42:41) | 7:0 (4:0, 1:0, 2:0) Spielbericht | Südkorea | Gangneung Hockey Centre Zuschauer: 6.603 |

| 15. März 2018 20:00 Uhr | Vereinigte Staaten N. Grove (3:23) J. Misiewicz (3:58) B. Roybal (4:09) N. Landeros (13:50) L. McDermott (14:56) B. Roybal (22:52) N. Landeros (23:35) D. Farmer (27:44) K. McKee (33:32) N. Landeros (42:03) | 10:1 (5:0, 3:0, 2:1) Spielbericht | Italien V. Corvino (38:30) | Gangneung Hockey Centre Zuschauer: 4.889 |

### Spiel um Bronze
| 17. März 2018 12:00 Uhr | Südkorea Jang D. (41:42) | 1:0 (0:0, 0:0, 1:0) Spielbericht | Italien | Gangneung Hockey Centre Zuschauer: 6.534 |

### Finale
| 18. März 2018 12:00 Uhr | Kanada B. Bridges (12:06) | 1:2 n. V. (1:0, 0:0, 0:1, 0:1) Spielbericht | Vereinigte Staaten D. Farmer (44:22) D. Farmer (48:30) | Gangneung Hockey Centre, Gangneung Zuschauer: 6.096 |